# Rejon nowoszeszmiński
Rejon nowoszeszmiński (ros. Новошешминский райо́н, tatar. Яңа Чишмә районы) – rejon w należącej do Rosji autonomicznej republice Tatarstanu.
Rejon leży w środkowej części kraju, jego ośrodkiem administracyjnym jest wieś Nowoszeszminsk. Według danych na rok 2020 rejon zamieszkiwały 12 782 osoby, a gęstość zaludnienia wyniosła 9,72 os./km2. Ponad 53,8% populacji stanowią Rosjanie, 40,4% Tatarzy oraz 5,8% pozostałe narodowości.

## Geografia
Rejon nowoszeszmiński graniczy z rejonami aksubajewskim, almietjewskim, czeriemszańskim, czystopolskim oraz niżniekamskim.
Powierzchnia rejonu wynosi 1315 km2.

## Galeria

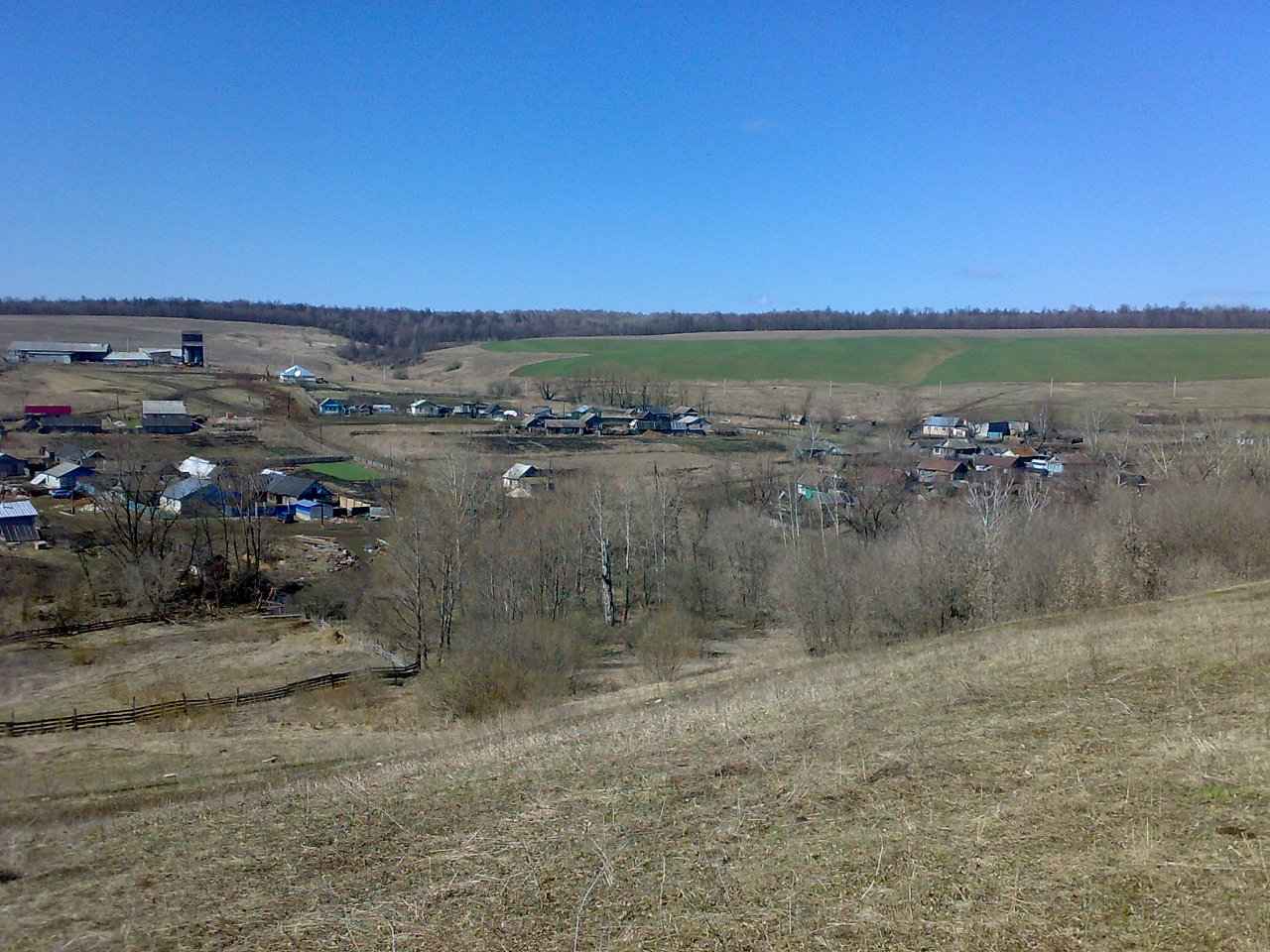
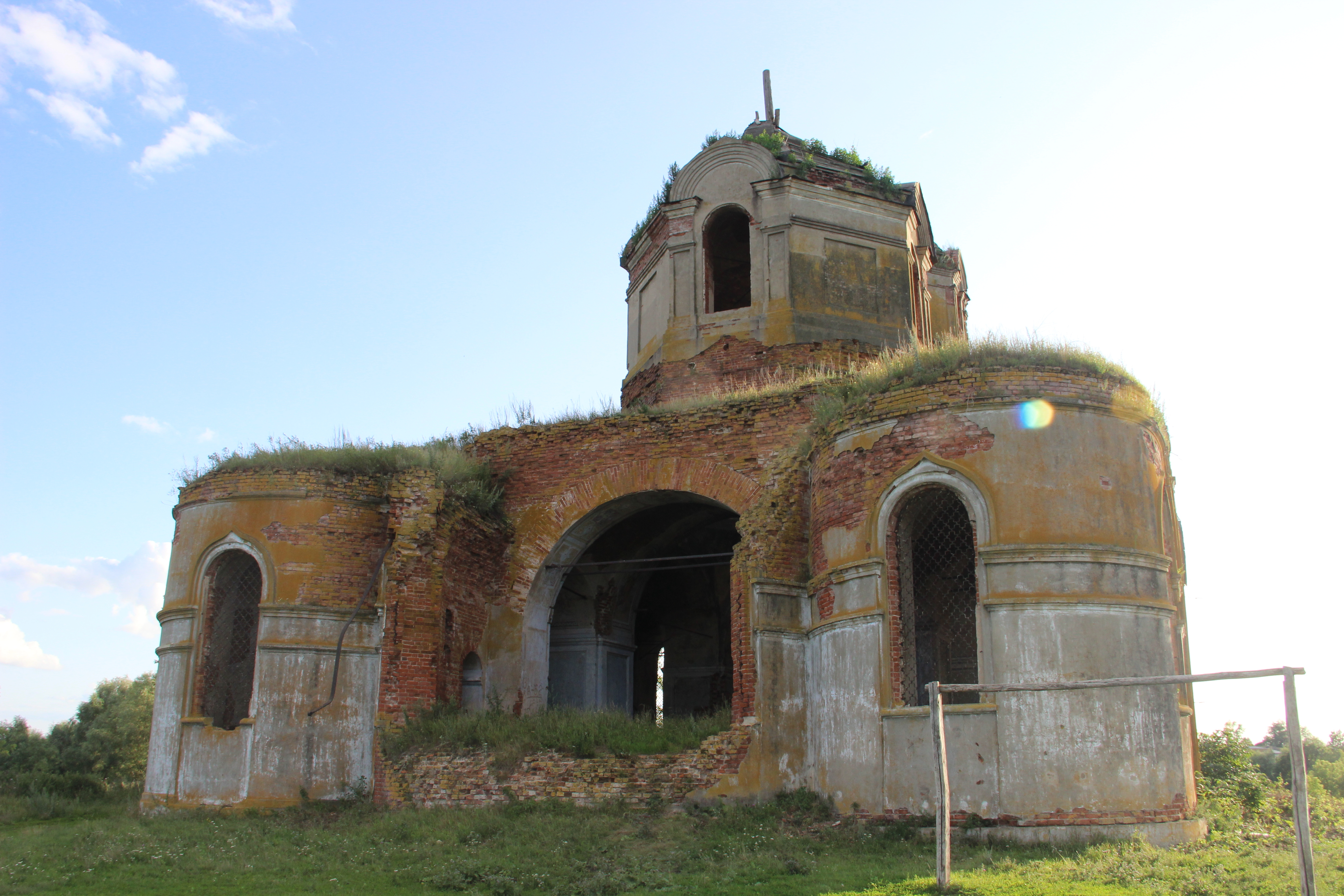
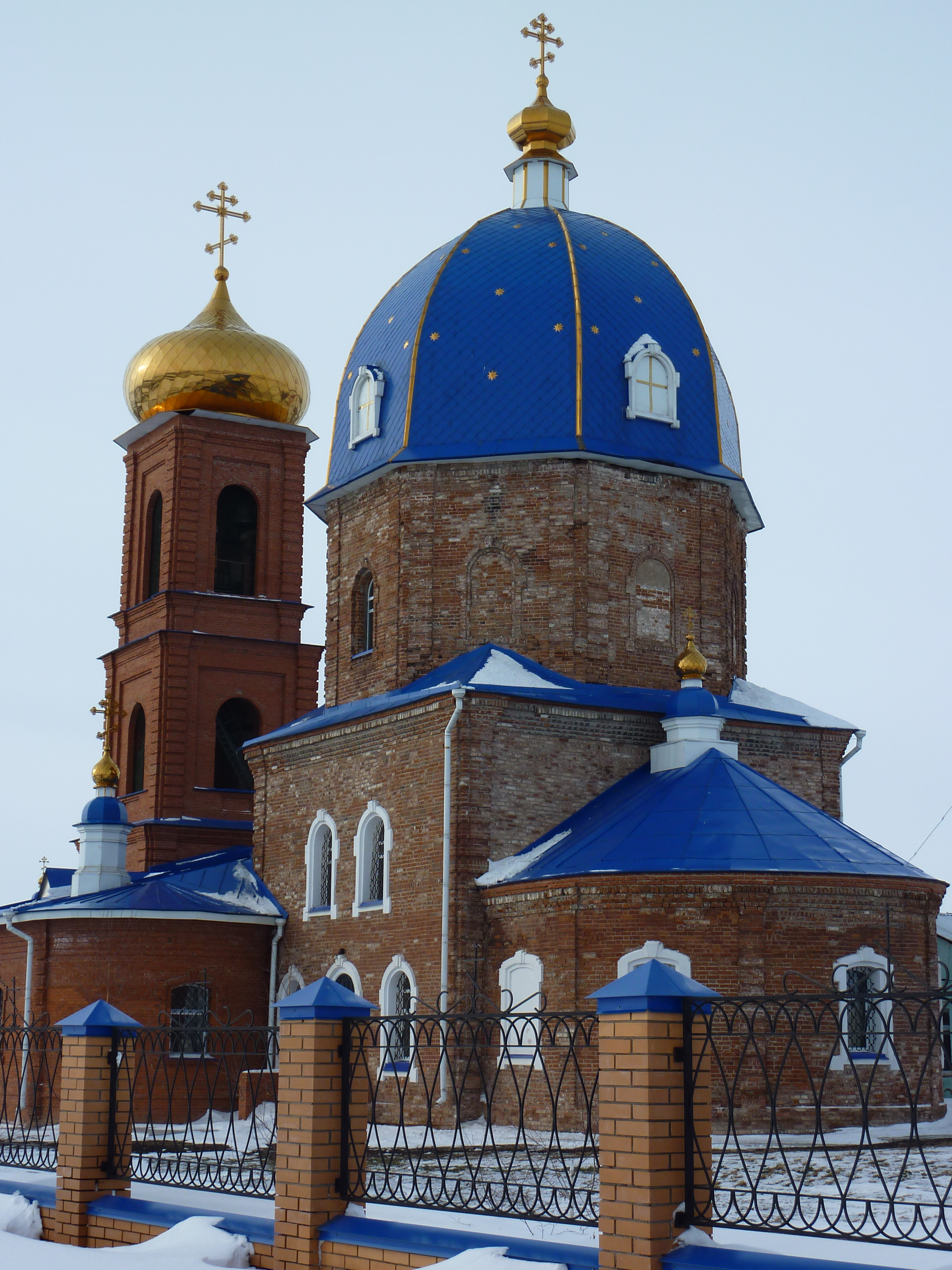
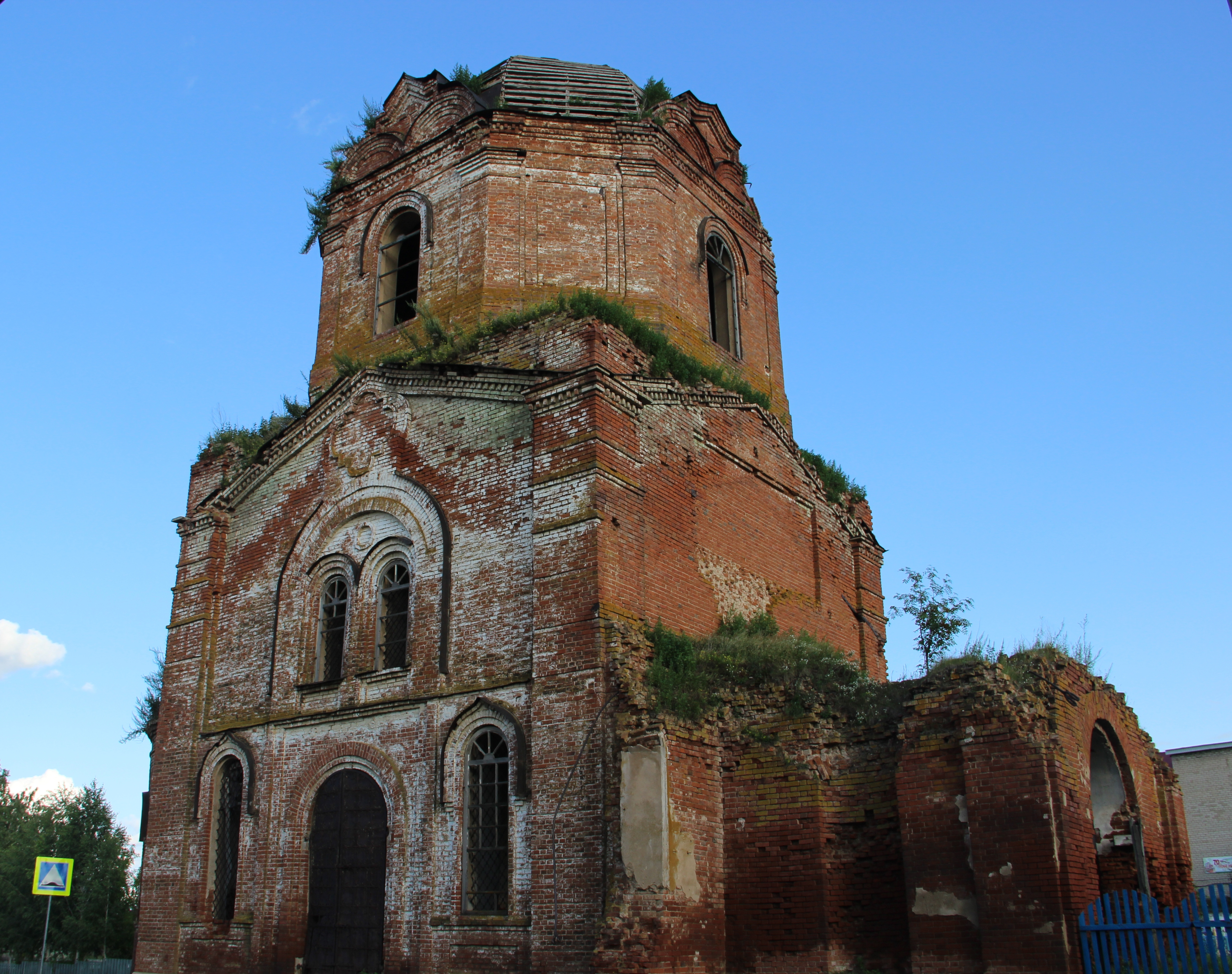